# Critical Ops
Critical Ops (en abrégé C-OPS) est un mode multijoueur tir à la première personne jeu vidéo développé et publié par Critical Force Entertainment Ltd. Il a été publié sous le nom d'Open Alpha en septembre 2015 pour Android et était dans l'Open Beta jusqu'à la sortie officielle (version 1.0) en novembre 2018. Critical Ops est actuellement disponible sur Google Play (pour Android), Apple App Store (pour iOS) et Amazon Appstore. Auparavant, il était disponible sur PC via la plateforme Facebook Gameroom jusqu'au 10 juillet 2017.
Le gameplay de base de Critical Ops est fortement influencé par la série Counter-Strike.
NHN Entertainment Corporation (en) et Critical Force distribuent Critical Ops en tant que Critical Ops: Reloaded en Corée du Sud et dans plusieurs pays d'Asie. 

## Gameplay
Deux équipes opposées de la Coalition (représentant des unités antiterroristes) et The Breach (représentant des unités terroristes) s'affrontent. Une équipe gagne soit en remplissant des objectifs spécifiés, soit en éliminant l'autre équipe. Le jeu propose des modes tels que Team Deathmatch, Defuse, Gun-Game, entre autres. Les joueurs peuvent gagner de la monnaie dans le jeu pour acheter des skins et d'autres objets.